# 区域特征
语言学中，区域特征指一定地理区域内的语言或方言间共享的某个或某些特征，特别是当这种特征不来自祖语时。也就是说，区域特征与谱系联系而致的相似性相对，一般是由区域内的主导语言传播到相邻的语言中的（参见语言联盟）。
发生学关系主要体现在语言演化的树模型中，区域关系则主要用于波浪模型中。

## 特征
多种语言间的相似性（无论类型学上还是词汇上）由数种机制造成，如语言谱系关系（从同一共同祖先演化而来，类似于生物分类）、语言间借词、人群语言转变时古特征的遗留、偶然的巧合。当关于祖语的材料匮乏时，确定这些相似性是谱系的还是仅是区域的，可能会很困难。爱德华·萨丕尔将接触、扩散的证据作为证伪发生学重建的工具，在他职业生涯的最后阶段才将其作为独立的主题进行研究。(如研究藏语支语言对吐火罗语族语言的影响)。

## 主要模型
2007年，威廉·拉波夫在一个基于儿童与成人语言学习能力差异的一般框架中调和了树模型和波浪模型。成人不会以足够的规律性保存结构特征，从而在其社群建立规范，但儿童可以。语言特征通过成人之间的接触在一个地区扩散。语言通过儿童语言学习过程中的细微变化分支为方言，然后再分化为相关的语言，这些变化经过几代人的积累，当语言社区不再（频繁地）相互交流时，积累的变化就会引发分化。区域特征的扩散很大程度上取决于低层次语音转变，而树模型的转变还包括结构因素，如“语法条件、词界限及驱动链变的系统关系”。

## 语言联盟
在语言多样性丰富的地区，一些区域特征可在一组语言中传播，形成语言联盟。典型例子如巴尔干语言联盟、东南亚语言联盟、南亚次大陆的语言等。

## 例子

### 音系、音素
- 喉音R从德语、法语向北欧的传播。
- 斯拉夫语、波罗的语、突厥语中常与颚化的/lʲ/对立的/ɫ/。
- 咝音音变。
- 东南亚语言联盟非入声音节的3声调系统，以及后来的调域分裂。
- 南亚布鲁夏斯基语[5][6]、努利斯坦语支、[7]达罗毗荼语系、蒙达语族[8]、印度-伊朗语族的卷舌音。
- 非洲南部班图语支中的搭嘴音，源自科伊桑语系。
- 澳大利亚原住民语言中擦音的缺乏。
- 高加索语言的挤喉音、送气。
- 北美洲西北太平洋沿岸挤喉音、边擦音及边塞擦音。
- 奥克语贝阿恩方言、巴斯克语索尔方言中的闭前圆唇元音。
- 中欧、东欧广泛的无[w]有[v]现象。
- 普吉特海湾、奥林匹克半岛鼻音的缺乏
- 北非、阿拉伯半岛常见的无[p]有[b]、[f]现象。
- 欧洲、西南亚[s] vs [z]对立。

### 形态音位
- 叠词中元音交替的形式。[9]

### 句法
- 欧洲大部倾向用及物动词（如“我有”）表领属，而不用领属与格结构，如拉丁语mihi est（“给我是”），考虑到缺乏“有”的词根，后者更可能是原始印欧语中原有的领属表达。[10]
- 欧洲语言以“有”+过去分词表示完成时。(此条和上一条的拉丁语habeo、德语haben不是同源词)
- “是（be）”+过去分词表不及物动词、反身动词完成时(与分词一致)，见于法语、意大利语、德语、古西班牙语、古葡萄牙语，可能还有英语。
- 部分巴尔干语言中，后置冠词、避免不定式、属格与格合流、顶格与数的产生。
- 新几内亚南岛语系语言主宾动语序的扩散。
- 东南亚语言联盟的量词系统。

### 社会语言学
- 欧洲大部复数代词作“你”敬辞。